# Hossein Shahabi
Hossein Shahabi, in persiano حسین شهابی‎, (Tabriz, 28 novembre 1967 – Karaj, 22 gennaio 2023) è stato un regista, sceneggiatore e produttore cinematografico iraniano.

## Biografia
Dopo la laurea e gli studi di musica classica all'Università di Teheran, Hossein trascorse diversi anni insegnando musica. In occasione del 100º anniversario del cinema, nel 1996 realizzò il suo primo cortometraggio, Hundred to one hundred, ricevendo un riconoscimento.
In seguito scrisse, diresse e produsse 20 cortometraggi, 10 film sperimentali e 3 lungometraggi per le sale cinematografiche, alcuni dei quali ricevettero riconoscimenti in festival internazionali.
The Bright Day (2013) rappresentò il suo debutto. Ben accolto dalla critica, il film ricevette quattro candidature in diverse categorie al Fajr International Film Festival di Teheran (febbraio 2013), conseguendo due Diplomi d'Onore, e venne presentato in numerosi festival internazionali.
Shahabi è morto nel 2023 a causa di un'infezione polmonare.

## Filmografia
- Hundred to one hundred (1995)
- Elevator (1995)
- The traces of light (1996)
- Bright Shadow (1997)
- Tunnel 18 (1997)
- The Last Word (1998)
- Ghost (1998)
- Wars and Treasure (2000)
- Votive (2000)
- Rain Tree (2001)
- Echo (2001)
- The Photo (2001)
- For the Sake of Mahdi (2012)
- The Bright Day (2013)
- The Sale (2014)
- The cancer period (2017)
- Conditional release (2017)

## Riconoscimenti
- Vince il premio come miglior film e miglior regista per il film "Riecheggia" al Festival dei Media Nazionale Iraniano (1996)
- Vince il premio come miglior film e miglior sceneggiatura per il film "Al cento per cento" al Festival Centenario del Cinema in Iran
- Vince un premio in denaro come miglior sceneggiatura "Havva" al primo Festival Donne e Guerra (2000)
- Vince il premio per la migliore sceneggiatura al 31° Fajr International Film Festival per il film "Il giorno luminoso" (2013)
- Vince il premio per la migliore attrice al 31° Fajr International Film Festival per il film "Il giorno luminoso" (2013)
- Candidatura al premio Simorgh di cristallo al 31° Fajr International Film Festival per la miglior opera prima "Il giorno luminoso" (2013)
- Candidatura al premio Simorgh di cristallo per il miglior attore al 31° Fajr International Film Festival per il film "il giorno luminoso" (2013)
- Candidatura al premio Simorgh di cristallo per miglior sonoro al 31° Fajr International Film Festival per il film "Il giorno luminoso" (2013)
- Candidatura al premio Simorgh di cristallo per miglior graphic design al 31° Fajr International Film Festival per il film "il giorno luminoso" (2013)
- Vince la menzione speciale della Giuria al 28° Mar del Plata International Film Festival per il film "Il giorno luminoso" (2014)
- Vince il premio miglior pellicola al 24° Chicago Film Festival per il film "Il giorno luminoso" (2014)
- Ospite al 28° Film Festival di Boston in America per il film "Il giorno luminoso" (2014)
- Ospite al 21º Festival del Cinema di Houston in America per il film "Il giorno luminoso" (2014)
- Ospite a 18º Festival del Cinema di Washington DC in America per il film "Il giorno luminoso" (2014)
- Ospite al Festival Film Iraniani in America Rice University per il film "Il giorno luminoso" (2014)
- Ospite al Festival Film Iraniani in America Il Museo d'Arte di Los Angeles per il film "II giorno luminoso" (2014)
- Ospite al Film Festival Iraniani in America UCLA Università per il film "Il giorno luminoso" (2014)
- Ospite al 3º Festival del Cinema di Persian Internazionale Sydney, Australia per il film "il giorno luminoso" (2014)
- Vince il Fagiano d'Argento e un premio in denaro come miglior regista esordiente al 19 ° Festival Internazionale del Film di Kerala, India (2014)[3]